# Rodrigo Garro
Rodrigo Garro (ur. 4 stycznia 1998 w General Pico) – argentyński piłkarz pochodzenia włoskiego występujący na pozycji ofensywnego pomocnika, od 2024 roku zawodnik brazylijskiego Corinthians.